# 維祥
維祥，是臺灣苗栗縣苗栗市的一個傳統地域名稱，位於該市中部及北部。相較於今日行政區，其範圍大致包括維祥里、維新里、勝利里、恭敬里、水源里。

## 歷史
台灣清治末期至日治初期，維祥地區為一街庄，稱為「維祥庄」，隸屬於苗栗一堡。該庄東及南隔後龍溪及其沙洲、分流與尖山庄、鶴仔崗庄、五穀崗庄、中心埔庄為界，西南與芎蕉灣庄為鄰，西邊為南勢坑庄、苗栗街，北邊為芒埔庄。
1901年（日治明治三十四年）11月，全台廢縣廳改設二十廳，該庄隸屬於苗栗廳。1909年（明治四十二年）10月，合併二十廳為十二廳，該庄改隸屬新竹廳。1920年（大正九年），廢十二廳改設五州二廳，該庄改制並雅化為「維祥」大字，隸屬於新竹州苗栗郡苗栗街，大字下有「維祥」、「內麻」小字名。
戰後苗栗街改制為苗栗鎮，隸屬於新竹縣，大字亦改制為里。1950年桃、竹、苗分治，苗栗鎮改隸屬於苗栗縣。1981年12月，苗栗鎮因屬縣政府所在地升格為苗栗市。

## 交通
省道台13線是香山內湖至豐原的幹道，其中尖山至豐原路段俗稱「尖豐公路」，大致以北北東—南南西走向蜿蜒經過本地區西南部，向北轉東繞過苗栗市區可前往造橋、竹南後於香山內湖止於省道台1線路口，向西南可前往銅鑼、三義、豐原等地。
省道台6線又稱「舊後汶公路」、「龍汶公路」，是後龍龍港至大湖溫泉口的幹道，大致以東北—西南弧形走向轉北北西—南南東走向經過本地區東南部，向北轉西北繞過苗栗市區可前往後龍龍港，向南南東可前往公館、獅潭、大湖等地。省道台6線在本地區路段為苗栗市區東側外環道的一部分。

## 學校
- 國立聯合大學
- 苗栗農工
- 育民工家
- 僑育國小